# Japońska inwazja na Birmę
Japońska inwazja na Birmę – pierwszy akt kampanii birmańskiej w czasie II wojny światowej na Pacyfiku, który trwał od 14 grudnia 1941 do maja 1942 roku. Cesarska Armia Japońska (z pomocą z tajlandzkiej Armii Phayap i birmańskich powstańców) wyparła siły Imperium Brytyjskiego i chińskie wojska Kuomintangu z Birmy, a następnie zainstalowała na podbitych terytoriach aparaty okupacyjne, by w 1943 roku utworzyć marionetkowe Państwo Birma.

## Tło sytuacyjne

### Brytyjskie rządy w Birmie
Przed wybuchem II wojny światowej Birma była częścią Imperium Brytyjskiego, po tym jak jej tereny zostały stopniowo anektowane po trzech wojnach anglo-birmańskich w XIX wieku. Początkowo administrowana jako część Indii Brytyjskich, Birma została przekształcona w odrębną kolonię na mocy Ustawy o rządzie Indii z 1935 r. Pod rządami brytyjskimi nastąpił znaczący rozwój gospodarczy Birmy, ale większość społeczności Bamarów stawała się coraz bardziej niespokojna. Wśród ich obaw był napływ indyjskich pracowników, którzy mieli zapewnić siłę roboczą dla wielu nowych gałęzi przemysłu oraz erozja tradycyjnego społeczeństwa na wsi, spowodowana wykorzystywaniem ziemi do plantacji upraw przeznaczonych wyłącznie na eksport lub obciążeniem jej hipoteką przez indyjskich lichwiarzy. Rosła presja na niepodległość. Kiedy Birma została zaatakowana, Bamar nie chcieli przyłączyć się do obrony brytyjskiego panowania i wielu z nich chętnie przyłączyło się do ruchów, które pomagały Japończykom.
Brytyjskie plany obrony posiadłości dalekowschodnich obejmowały budowę lotnisk łączących Singapur i Malaje z Indiami. Plany te nie brały pod uwagę faktu, że Wielka Brytania była również w stanie wojny z Niemcami, a kiedy Japonia przystąpiła do wojny, siły potrzebne do obrony tych posiadłości nie były dostępne. Birmę uważano za wojskowy „zaścianek”, który prawdopodobnie nie będzie narażony na japońską inwazję.
Gen. por. Thomas Hutton, dowódca Armii Birmy z siedzibą w Rangunie, miał tylko indyjską 17 Dywizję Piechoty i birmańską 1 Dywizję Piechoty do obrony całego kraju, chociaż oczekiwano pomocy od chińskiego rządu nacjonalistycznego pod przywództwem Czang Kaj-szeka. Podczas wojny British Indian Army rozrosła się ponad dwunastokrotnie z 200 000 w czasie pokoju, ale pod koniec 1941 roku ten wzrost oznaczał, że większość jednostek była niedostatecznie wyszkolona i źle wyposażona. W większości przypadków takie szkolenie i wyposażenie, jakie otrzymały jednostki indyjskie w Birmie, służyły raczej do operacji w kampanii północnoafrykańskiej lub na północno-zachodniej granicy Indii, a nie w dżungli. Bataliony strzelców birmańskich, które tworzyły większość 1 Dywizji Piechoty, były pierwotnie powołane wyłącznie jako oddziały bezpieczeństwa wewnętrznego, przeznaczona do tłumienia buntów wśród mniejszości w Birmie, takich jak Karenowie. One również były zbyt szybko rozbudowywane wraz z napływem żołnierzy bamarskich, brakowało im wyposażenia i składały się głównie z nieprzeszkolonych rekrutów.

### Plany japońskie
Japonia przystąpiła do wojny głównie po to, by pozyskiwać surowce, zwłaszcza ropę, z posiadłości europejskich (zwłaszcza holenderskich) w Azji Południowo-Wschodniej, które były słabo bronione z powodu trwającej wojny w Europie. Ich plany obejmowały atak na Birmę, częściowo ze względu na zasoby naturalne Birmy (które obejmowały pewne ilości ropy naftowej z pól wokół Yenangyaungu, ale także minerały, takie jak kobalt oraz duże nadwyżki ryżu), ale także z uwagi na ochronę flanki ich głównego ataku przeciwko Malajom i Singapurowi oraz chęć zapewnienia strefy buforowej w celu ochrony terytoriów, które zamierzali okupować.
Dodatkowym czynnikiem była ukończona w 1938 roku Droga Birmańska, która łączyła Lashio na końcu linii kolejowej z portu Rangun z chińską prowincją Junnan. To nowo ukończone połączenie było wykorzystywane do transportu zaopatrzenia dla chińskich sił Czang Kaj-szeka, które walczyły z Japończykami od kilku lat. Japończycy oczywiście chcieli odciąć tę trasę.
Południowa Armijna Grupa Ekspedycyjna pod ogólnym dowództwem Hisaichi Terauchiego była odpowiedzialna za wszystkie operacje wojskowe w Azji Południowo-Wschodniej. Japońska 15 Armia, dowodzona przez gen. por. Shojiro Iida, otrzymała początkowo zdanie okupacji północnej Tajlandii, która podpisała traktat o przyjaźni z Japonią 21 grudnia 1941 r., oraz zaatakowania południowej birmańskiej prowincji Tenasserim przez Wzgórza Tenasserim. Armia składała się z wysoko cenionych 33 i 55 Dywizji Piechoty, choć obie dywizje były na kilka tygodni osłabione przez przenoszenie oddziałów do innych operacji.

### Powstańcy birmańscy
Wraz ze wzrostem zagrożenia wojną Japończycy szukali powiązań z potencjalnymi sojusznikami w Birmie. Pod koniec 1940 roku Aung San, birmański aktywista studencki, skontaktował się z Suzuki Keiji w Amoy i poleciał do Japonii na rozmowy. On i kilku innych ochotników (Trzydziestu Towarzyszy) przeszli później intensywne szkolenie wojskowe na wyspie Hajnan. Armia Niepodległości Birmy została oficjalnie założona w Bangkoku w Tajlandii 28 grudnia 1941 roku. Początkowo składała się z 227 birmańskich i 74 japońskich żołnierzy, ale została szybko wzmocniona przez dużą liczbę ochotników i rekrutów, gdy przekroczyła granicę Birmy w ramach japońskiej inwazji.

## Japońskie zdobycie Rangunu

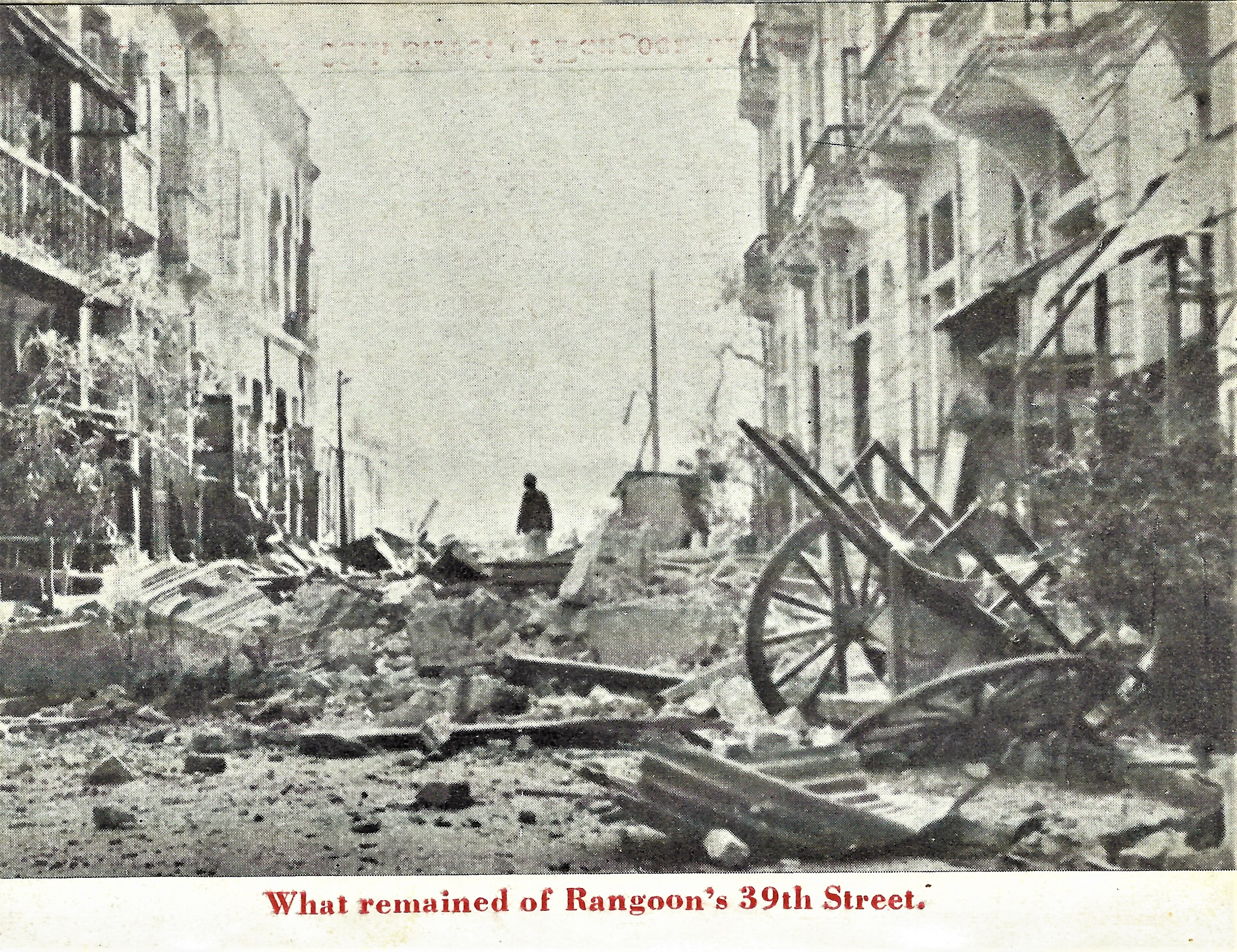
Rangun po japońskim ataku lotniczym w grudniu 1941 roku

Pierwszy japoński atak 14 grudnia 1941 roku na Victoria Point, najdalej wysunięty na południe punkt Birmy, był oczekiwany w tym miejscu, lecz nie spotkał się z żadnym oporem. Drugim atakiem był mały rajd rozpoznawczy skierowany przeciwko komisariatowi policji na południu prowincji Tenasserim, który został odparty. Japoński 143 Pułk Piechoty (z 55 Dywizji) rozpoczął następnie ataki lądowe na lotniska w Tavoy i Mergui w prowincji Tenasserim. Lotniska były trudne do obrony i umocnienia, ale Dowództwo Armii Birmy otrzymało rozkaz utrzymania tych placówek ze względu na ich znaczenie dla obrony Malajów. Japończycy przedarli się przez strome, porośnięte dżunglą pasmo Tenasserim i 18 stycznia 1942 roku zaatakowali Tavoy. Obrońcy, 3. i 6. batalion strzelców birmańskich, zostali pokonani i zmuszeni do ewakuowania miasta w chaosie. Mergui zostało ewakuowane, jeszcze zanim Japończycy przypuścili na nie jakikolwiek atak.
Rangun był początkowo stosunkowo skutecznie broniony przed japońskimi nalotami przez małe oddziały RAF-u wzmocnione eskadrą Amerykańskiej Grupy Ochotniczej, lepiej znanej jako „Latające Tygrysy”. Większość lotnisk znajdowała się pomiędzy Rangunem a obszarem natarcia wojsk Osi, a kiedy Japończycy zaczęli korzystać z lotnisk w Tenasserim, pozycja sił powietrznych na lotniskach pod Rangunem mogły stawała się coraz trudniejsza do utrzymania.
22 stycznia główne siły japońskiej 55 Dywizji rozpoczęły zasadniczy atak na zachód od Rahaeng w Tajlandii przez przełęcz Kawkareik. Indyjska 16 Brygada Piechoty z 17 Dywizji, strzegąca tego podejścia, pośpiesznie wycofała się na zachód. Dywizja japońska zbliżyła się do Moulmein u ujścia rzeki Saluin, które obsadziła birmańska 2 Brygada Piechoty. Pozycja ta była prawie niemożliwa do obrony, a za nią znajdowała się rzeka Saluin o szerokości prawie 2,4 km. Birmańska 2 Brygada została wciśnięta w coraz ciaśniejszy perymetr obronny i ostatecznie wycofała się za rzekę promem 31 stycznia, po porzuceniu dużej ilości zapasów i sprzętu. Część sił pozostała w Moulmein, gdzie musiała przepłynąć rzekę wpław.

### Most Sittang
Indyjska 17 Dywizja wycofała się na północ. Próbowała następnie utrzymać linię rzeki Bilin i inne linie drugoplanowe, ale miała zbyt mało żołnierzy, aby uniknąć ciągłego oskrzydlania. Formacja ostatecznie wycofała się w kierunku mostu na rzece Sittang w ogólnym chaosie. Odwrót był opóźniany przez wypadki, takie jak spadanie z mostu pojazdów wojskowych, ataki lotnicze (w tym bratobójczy ogień ze strony RAF-u i chińskiego lotnictwa) oraz japoński ostrzał nękający. Opóźnienia pozwoliły Japończykom na infiltrację samego mostu, a źle zorganizowana obrona mogła w każdej chwili upaść. Obawiając się, że most wpadnie nienaruszony w ręce Japończyków, którzy wykorzystają go do natarcia na Rangun, dowódca dywizji, gen. maj. John Smyth nakazał wysadzenie go w powietrze rano 23 lutego 1942 roku, przy czym większość dywizja utknęła po stronie zajętej przez wroga.
Wielu żołnierzy 17 Dywizji, którzy zostali uwięzieni na zajętym przez Japończyków brzegu rzeki, przedostało się na zachodni brzeg wpław lub na improwizowanych tratwach, ale musieli porzucić prawie cały swój sprzęt, w tym większość broni osobistej. Doprowadziło to później do mocnej krytyki decyzji o wysadzeniu mostu, co argumentowano tym, że sama rzeka nie stanowiła dużej przeszkody dla Japończyków i że wysadzając most zrobiono więcej szkody niż pożytku, ponieważ doprowadziło to do utknięcia dwóch brygad indyjskich, a opóźniło japońskie zdobycie Rangunu najwyżej o dziesięć dni.

### Upadek Rangunu
Chociaż rzeka Sittang była teoretycznie silną pozycją obronną, katastrofa na moście sprawiła, że siły alianckie były zbyt słabe, aby go utrzymać. Gen. Archibald Wavell, naczelny dowódca ABDA, nakazał jednak utrzymanie Rangunu. Spodziewał się znacznych posiłków z Bliskiego Wschodu, w tym australijskiej dywizji piechoty. 28 lutego Wavell formalnie zwolnił Huttona (chociaż ten został już oficjalnie zastąpiony przez gen. Harolda Alexandra), a następnego dnia zwolnił także Smytha, który i tak był bardzo chory i nie nadawał się do czynnej służby.
Chociaż rząd Australii nie zgodził się na wysłanie swoich żołnierzy do Birmy, w Rangunie wylądowało kilka brytyjskich i indyjskich posiłków, w tym brytyjska 7 Brygada Pancerna (wyposażona w nowe czołgi M3 Stuart) i indyjska 63 Brygada Piechoty. Gen. Aleksander zarządził kontrataki przeciwko Japończykom w Pegu, 64 km na północny wschód od Rangunu, ale wkrótce zdał sobie sprawę, że nie ma nadziei na obronę Rangunu. 7 marca Armia Birmy ewakuowała Rangun po wdrożeniu taktyki spalonej ziemi, aby uniemożliwić Japończykom korzystanie z jego obiektów. Port został zniszczony, a terminal naftowy wysadzony w powietrze. Gdy alianci odeszli, miasto płonęło.
Resztki Armii Birmy stanęły w obliczu okrążenia, gdy wycofywały się na północ od miasta, ale przedarły się przez blokadę Taukkyan w wyniku błędu ze strony lokalnego dowódcy japońskiego. Płk Takanobu Sakuma, dowodzący japońskim 214 Pułkiem Piechoty, otrzymał rozkaz zablokowania głównej drogi na północ z Rangunu do Prome, podczas gdy główne oddziały 33 Dywizji okrążyły miasto, by zaatakować z zachodu. Wycofujące się wojska brytyjskie i indyjskie zostały odrzucone, gdy próbowały przebić się przez blokadę drogową Sakumy. Alexander zarządził kolejny atak, ale stwierdził, że Japończycy zniknęli. Nie zdając sobie sprawy z tego, że Brytyjczycy ewakuują Rangun, Sakuma wycofał blokadę drogową zgodnie z rozkazem, gdy 33 Dywizja osiągnęła zamierzone pozycje. Gdyby tego nie zrobił, Japończycy mogliby schwytać generała Alexandra i większość resztek Armii Birmy.

## Japońskie natarcie do Saluin i Czinduin
Po upadku Rangunu alianci próbowali zająć pozycje w środkowej Birmie. Spodziewano się, że chińskie siły ekspedycyjne w Birmie, dowodzone przez gen. Luo Zhuoyinga i składające się z 5 Armii (dowodzonej przez gen. por. Du Yuminga) oraz 6 i 66 Armii, utrzymają front na południe od Mandalaj. Każda z „armii” chińskich miała siłę mniej więcej jednej brytyjskiej dywizji i stosunkowo mało wyposażenia. W międzyczasie nowo utworzony Korpus Birmański, który został powołany w celu zwolnienia dowództwa Armii Birmy z odpowiedzialności za codzienne operacje, a składał się z birmańskiej 1 Dywizji, indyjskiej 17 Dywizji i brytyjskiej 7 Brygady Pancernej, bronił doliny rzeki Irawadi. Zaopatrzenie nie było na tym etapie kampanii problemem, ponieważ wiele materiałów wojennych (w tym pierwotnie przeznaczonych do transportu do Chin) zostało ewakuowanych z Rangunu, ryż był w obfitości, a pola naftowe w środkowej Birmie nadal pozostawały nietknięte. Na dłuższą metę nie istniały jednak żadne właściwe trasy lądowe z Indii w tej części kraju i tylko odzyskanie Rangunu pozwoliłoby aliantom na utrzymywanie Birmy przez czas nieokreślony.
Alianci mieli nadzieję, że natarcie Japończyków spowolni; zamiast tego nabrało ono szybkości. Japończycy wzmocnili swoje siły w Birmie 18 Dywizją przeniesioną z Malajów i 56 Dywizją przeniesioną z Holenderskich Indii Wschodnich po upadku Singapuru i Jawy. Przywieźli również dużą liczbę zdobycznych brytyjskich ciężarówek i innych pojazdów, co pozwoliło im na szybki transport zaopatrzenia za pomocą sieci drogowej południowej Birmy, a także wykorzystali kolumny piechoty zmotoryzowanej, szczególnie przeciwko siłom chińskim. Eskadra RAF-u operująca z Magwe została „oślepiona” przez wycofanie radarów i jednostek dekryptarzowych do Indii, a Japończycy wkrótce zdobyli przewagę w powietrzu. Nie niepokojone przez alianckie myśliwce japońskie eskadry bombowe atakowały prawie każde większe miasto w części Birmy kontrolowanej przez aliantów, powodując rozległe zniszczenia i chaos. Szybko rozwijająca się Armia Niepodległości Birmy nękała siły alianckie, podczas gdy wielu żołnierzy bamarskich z oddziałów strzelców birmańskich zdezerterowało.
Aliantom przeszkadzał również postępujący rozpad władz cywilnych na zajmowanych przez nich obszarach oraz duża liczba uchodźców. Przepływ uchodźców rozpoczął się wkrótce po pierwszym zbombardowaniu Rangunu pod koniec grudnia 1941 r. i zwiększył się do rozmiarów „masowego exodusu” w lutym 1942 roku, gdy ludność indyjska (oraz anglo-indyjska i anglo-birmańska) z Birmy uciekała do Indii, bojąc się zarówno Japończyków, jak i wrogo nastawionych Birmańczyków. Hindusi z klasy średniej i uchodźcy rasy mieszanej często mogli sobie pozwolić na kupowanie biletów na statki lub nawet samoloty, podczas gdy zwykli robotnicy i ich rodziny w wielu przypadkach byli zmuszeni do uchodzenia pieszo.
Dowódca Korpusu Birmańskiego, gen. por. William Slim, próbował przeprowadzić kontrofensywę na zachodniej części frontu, ale jego wojska były wielokrotnie oskrzydlane i zmuszane do ucieczki z zaciskającego się pierścienia okrążenia. Korpus był stopniowo spychany na północ w kierunku Mandalaj. Birmańska 1 Dywizja została odcięta i uwięziona na płonących polach naftowych w Yenangyaung, które sami alianci podpalili, aby uniemożliwić korzystanie z nich Japończykom. Chociaż dywizja została uratowana przez chińską piechotę i brytyjskie czołgi, w walkach pod Yenangyaung jednostka straciła prawie cały swój sprzęt i spójność.
We wschodniej części frontu, na drodze z Junnanu do Birmy, chińska 200 Dywizja Piechoty przez pewien czas powstrzymywała Japończyków wokół Toungoo, ale po jej upadku droga stanęła otworem dla zmotoryzowanych żołnierzy japońskiej 56 Dywizji. Mogli oni teraz rozbić chińską 6 Armię na wschodnich terenach Birmy zamieszkanych przez lud Kayah i posuwać się dalej na północ przez obszar Państw Szanów, aby zdobyć Lashio, oskrzydlając linie obronne aliantów i odcinając chińskie armie od Junnanu. Wraz z załamaniem się całej linii obronnej aliantom nie pozostało nic innego, jak odwrót do Indii lub Junnanu.

### Odwrót aliantów

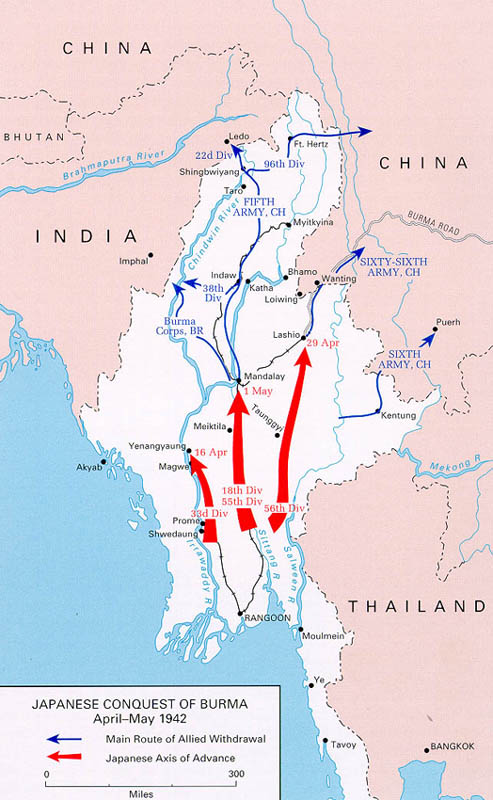
Japońskie natarcie i odwrót aliantów

Odwrót odbywał się w strasznych okolicznościach. Głodujący uchodźcy, zdezorganizowani maruderzy oraz chorzy i ranni zatykali prymitywne drogi i tory kolejowe prowadzące do Indii. Co najmniej 500 000 cywilnych uchodźców dotarło do Indii, podczas gdy po drodze zginęła ich nieznana liczba, według ostrożnych szacunków od 10 000 do 50 000. W późniejszych miesiącach od 70% do 80% ludzi, którzy dotarli do Indii, było dotkniętych chorobami, takimi jak czerwonka, ospa prawdziwa, malaria lub cholera, z czego 30% było w stanie krytycznym.
26 kwietnia siły brytyjskie, indyjskie i birmańskie połączyły się z cywilami w całkowitym odwrocie. Korpus Birmański wycofał się do Manipuru w Indiach. W pewnym momencie gen. Alexander zaproponował, aby 7 Brygada Pancerna i jedna brygada piechoty towarzyszyły chińskim armiom w marszu w kierunku Junnanu, ale przekonano go, że brygada pancerna szybko straci swoją skuteczność po odcięciu od Indii. Japończycy próbowali odciąć Korpus Birmański, wysyłając żołnierzy łodziami w górę rzeki Czinduin, aby zajęli nadrzeczny port Monywa w nocy z 1 na 2 maja. Szybko odtworzona birmańska 1 Dywizja nie była w stanie obronić Monywy, ale pozwoliła reszcie Korpusu wycofać się na północ. Gdy Korpus próbował przedostać się na zachodni brzeg rzeki Czinduin rozpadającymi się promami do Kalewy, 10 maja Japończycy zbliżający się z Monywy próbowali otoczyć ich w „dorzeczu” zamkniętym wysokimi klifami w Szwegyin na wschodnim brzegu. Chociaż ponawiane kontrataki ostatecznie pozwoliły żołnierzom birmańskich wycofać się, większość pozostałego wyposażenia Korpusu Birmańskiego musiała zostać zniszczona lub porzucona.
Korpus Birmański dotarł do Imphalu w Manipurze tuż przed rozpoczęciem monsunu w maju 1942 r. Doraźna kwatera główna Korpusu Birmańskiego została rozwiązana, a dowództwo IV Korpusu, które niedawno przybyło do Indii, przejęło ten odcinek frontu. Żołnierze znaleźli się pod gołym niebem podczas ulewnych deszczów monsunowych w skrajnie niekorzystnych warunkach. Armia i władze cywilne w Indiach bardzo wolno reagowały na potrzeby żołnierzy i uchodźców cywilnych. Chociaż jednostki na linii frontu zachowywały pozory porządku, wiele improwizowanych jednostek i oddziałów na tyłach rozpadło się w chaotycznej ucieczce. Żołnierze byli w bardzo złym stanie psychicznym, opowiadając „mrożące krew w żyłach historie o okrucieństwach i cierpieniach”.
W międzyczasie brytyjski rząd cywilny w Birmie wycofał się do Myitkyina w Birmie Północnej w towarzystwie wielu brytyjskich, anglo-indyjskich i indyjskich cywilów. Gubernator Reginald Dorman-Smith i najbardziej wpływowi cywile zostali ewakuowani z lotniska Myitkyina wraz z niektórymi chorymi i rannymi. Większość uchodźców z Myitkyina została jednak zmuszona do przedostania się do Indii przez niebezpieczną dolinę Hukawng i urwiste, zalesione pasmo gór Patkai. Wielu z nich zginęło w drodze, a kiedy dotarli do Indii, było kilka przypadków, w których władze cywilne zezwoliły białym i eurazjatyckim cywilom na dalsze kontynuowanie marszu, jednocześnie uniemożliwiając kontynuowanie go Hindusom, skazując wielu na śmierć.
Japońskie natarcie odcięło liczne siły chińskie od swojego kraju. Wielu żołnierzy chińskich wycofało się również szlakiem doliny Hukawng i utrzymywało się głównie z grabieży, co jeszcze bardziej potęgowało nieszczęścia uchodźców. Jednak chińska 38 Dywizja Piechoty, dowodzona przez gen. Sun Lirena, przedarła się na zachód przez Czinduin, docierając do Indii w prawie nienaruszonym stanie, chociaż z dużymi stratami w sprzęcie. 23 000 chińskich żołnierzy, którzy wycofali się do Indii, zostało przekazanych pod dowództwo amerykańskiego generała Josepha Stilwella, który również dotarł pieszo do Indii i skoncentrowanych w obozach w Ramgarh w stanie Bihar. Po wyzdrowieniu żołnierze ci zostali ponownie wyposażeni i przeszkoleni przez amerykańskich instruktorów. Pozostałe oddziały chińskie próbowały wrócić do Junnanu przez rozległe górzyste lasy, ale wielu zginęło po drodze.

### Zakończenie japońskiej inwazji
Japońska 18 i 56 Dywizja ścigały Chińczyków do Junnanu, ale otrzymały rozkaz zatrzymania się na rzece Saluin 26 kwietnia. Japońska 33 Dywizja zatrzymała się na Czinduinie pod koniec maja, przerywając kampanię do zakończenia deszczów monsunowych. W przybrzeżnej prowincji Arakan część Armii Niepodległości Birmy dotarła na wyspę Akyab przed wojskami japońskimi. Jednakże wywołali oni również zamieszki między ludnością buddyjską i muzułmańską w prowincji. Japońska ofensywa w Arakanie zakończyła się tuż na południe od granicy z Indiami, co skłoniło brytyjskie władze wojskowe i cywilne w Chittagong i wokół niego do wprowadzenia przedwczesnej taktyki spalonej ziemi, która przyczyniła się do głodu w Bengalu w 1943 roku.

### Państwa Szanów
21 grudnia 1941 roku Tajlandia podpisała sojusz wojskowy z Japonią. 21 marca 1942 roku Japończycy zgodzili się, że ziemie Kayah i Państwa Szanów mają zostać przekazane pod kontrolę Tajlandii. Wiodące oddziały tajlandzkiej Armii Phayap przekroczyły granicę z Państwami Szanów 10 maja. Trzy tajlandzkie dywizje piechoty i jedna dywizja kawalerii, wspierane przez Królewskie Tajskie Siły Powietrzne, zajęły Kengtung 27 maja. Krótkotrwały pór stawiła 93 Dywizja Narodowej Armii Rewolucyjnej, która została już odcięta przez japoński atak na linię rzekę Saluin, po czym wycofała się. 12 lipca oddziały tajlandzkie zaczęły zajmować ziemie ludu Kayah. Wyparli chińską 55 Dywizję Piechoty z Loikaw, biorąc wielu jeńców. Tajowie utrzymali kontrolę nad Państwami Szanów do końca wojny. Ich żołnierze cierpieli z powodu niedoborów zaopatrzenia i chorób, ale nie byli atakowani przez aliantów.